# Edificio postale di Roma (via Marmorata)
Il Palazzo delle Poste Roma Ostiense è un edificio postale di Roma situato in via Marmorata, nel rione San Saba.
Ospita l'ufficio postale Roma Ostiense (Frazionario 55645).

## Storia
La realizzazione di questo ufficio postale, insieme a quelli di viale Mazzini, via Taranto e piazza Bologna, rientrava nel piano dello sviluppo dell'Urbe, che prevedeva il decentramento dei servizi in zone esterne al nucleo storico della città. Nel 1932 il concorso per la realizzazione dell'opera, bandito dal Ministero delle comunicazioni, fu vinto dall'architetto Adalberto Libera.

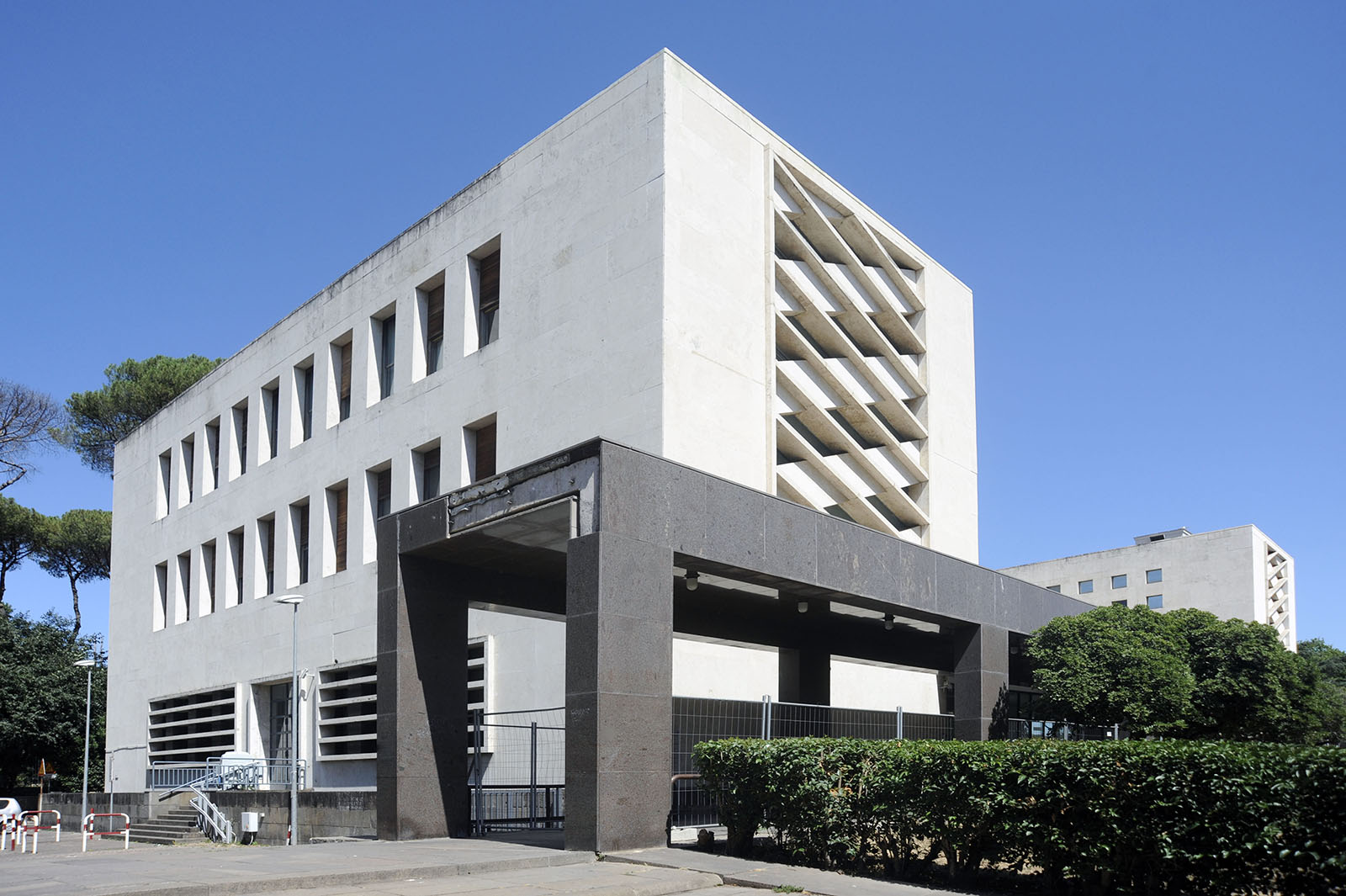
Veduta laterale

Libera e Mario De Renzi presentarono per lo stesso bando di concorso dei progetti anche per gli edifici postali di piazza Bologna, viale Mazzini e via Taranto, due firmate da Libera e due firmate da De Renzi, in quanto il bando obbligava la firma di un solo progettista. Per questo motivo De Renzi spesso non è citato nei progetti e solo successivamente risultò coautore delle Poste a via Marmorata.

## Descrizione

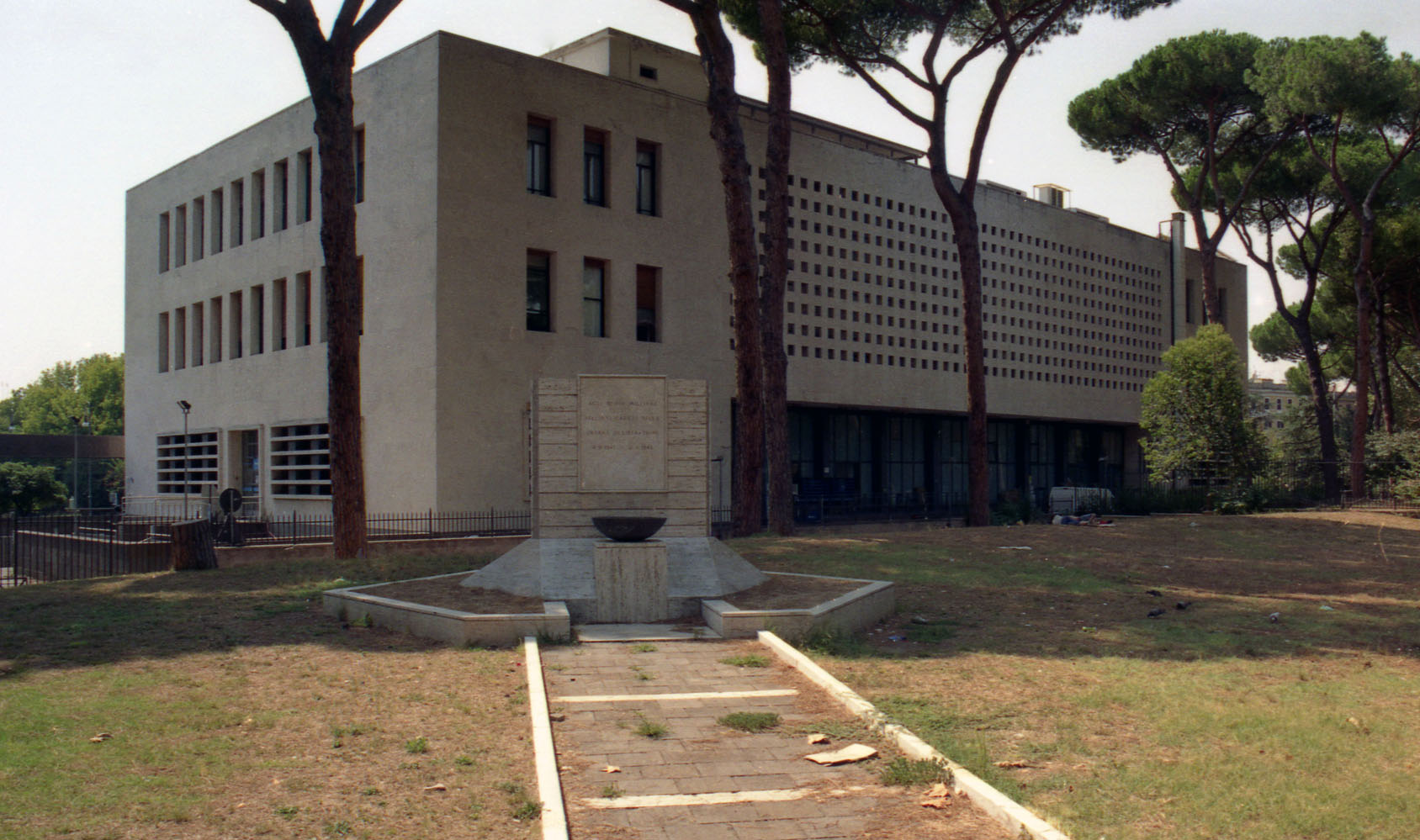
Parte posteriore

Il palazzo, inaugurato il 28 ottobre 1935, si presenta, su una ampia gradinata, con una rigorosa disposizione simmetrica, basata su rapporti geometrici e sulla sezione aurea. Si articola in tre volumi disposti ad U e adibiti a diverse funzioni. Rivestito di marmo liscio bianco, sul fronte presenta un portico che chiude la corte rettangolare. I terminali presentano un motivo di diagonali incrociate che nascondono le scalinate interne.